# Красная книга Амурской области
Красная книга Амурской области — аннотированный список редких и находящихся под угрозой исчезновения животных, растений и грибов Амурской области.

## Издания

### Первое издание
Первое издание Красной книги Амурской области выпущено в 2009 году тиражом 1000 экземпляров. Оно было подготовлено учёными Амурского филиала ботанического сада-института ДВО РАН, Уссурийского государственного педагогического института, Благовещенского государственного педагогического университета, Биолого-почвенного института ДВО РАН, Хинганского государственного природного заповедника, Управления Росприроднадзора по Дальневосточному федеральному округу, Комсомольского государственного природного заповедника, Норского государственного природного заповедника, государственного природного заповедника «Даурский», Института комплексного анализа региональных проблем в Биробиджане, Института систематики и экологии животных СО РАН, Зейского государственного природного заповедника и ГУ Амурской области «Дирекция по охране и использованию животного мира и ООПТ». В этом издании оценка состояния видов и популяций проведена по категориям, сочетающим как категории Красной книги Российской Федерации, так и категории Международного союза охраны природы, которые соотносятся следующим образом:
| Категории Красной книги России            | Категории по системе МСОП                                                   | Категории Красной книги Амурской области |
| 0 — вероятно исчезнувшие                  | RE — вероятно исчезнувшие в регионе                                         | 0 (RE)                                   |
| 1 — находящиеся под угрозой исчезновения  | CR — находящиеся в критическом состоянии (на грани исчезновения)            | 1 (CR)                                   |
| 2 — сокращающиеся в численности           | EN — находящиеся в опасном состоянии (исчезающие)                           | 2 (EN)                                   |
| 3 — редкие                                | VU — уязвимые                                                               | 3 (VU)                                   |
| 3 — редкие                                | NT — находящиеся в состоянии, близком к угрожаемому (потенциально уязвимые) | 3 (NT)                                   |
| 3 — редкие                                | LC — вызывающие наименьшие опасения                                         | 3 (LC)                                   |
| 4 — неопределенные по статусу             | DD — недостаточно изученные                                                 | 4 (DD)                                   |
| 5 — восстановленные и восстанавливающиеся | (отсутствует)                                                               | 5                                        |

Красная книга Амурской области является официальным изданием, предназначенным как для специалистов, так и для широкого круга читателей. Содержит сведения о 158 охраняемых видах животных (5 — моллюсков, 8 — рыб, 26 — насекомых, 4 — пресмыкающихся, 94 — птиц, 21 — млекопитающих), 226 видах растений (200 — покрытосеменных, 3 — голосеменных, 12 — папоротниковидных, 2 — плауновидных, 9 — лишайников) и 26 видах грибов. По каждому виду даны краткое описание, сведения о численности и необходимые меры охраны. Книга иллюстрирована рисунками и картами ареалов охраняемых видов.
На издание Красной книги из бюджета Амурской области было потрачено 1,3 миллиона рублей. Издание подверглось критике со стороны ряда специалистов, обнаруживших в нём ошибки.

### Второе издание
Второе издание Красной книги Амурской области вышло в 2019 году в виде электронного ресурса. В 2020 году тиражом в 150 экземпляров издан печатный вариант, содержащий описание 153 видов животных, 230 видов растений, 36 — лишайников и грибов, охраняемых на территории Амурской области.

## Списки видов
На 2020 год в Красную книгу Амурской области внесены 419 таксонов (порядок расположения таксонов соответствует таковому в Красной книге, в скобках указана категория редкости).

### Животные
- Culmenella rezvoji — Кульменелла Резвого (3)
- Karaftohelix fragilis — Маньчжурская улитка хрупкая (3)
- Dahurinaia dahurica — Жемчужница даурская (2)
- Middendorffinaia mongolica — Миддендорффиная монгольская (3)
- Amuranodonta kijaensis — Амуранодонта кийская (2)

- Nehalennia speciosa — Нехаленния красивая (2)
- Anisogomphus maacki — Разнодедка Маака (3)
- Shaogomphus postocularis — Дедка пятноглазый (3)
- Sieboldius albardae — Зибольдий Альбарды (3)
- Gomphidia confluens — Гомфидия слитная (3)
- Somatochlora alpestris — Зеленотелка альпийская (2)
- Chaetodera laetescripta — Скакун расписной (3)
- Carabus schrencki — Жужелица Шренка (2)
- Osmoderma davidis — Отшельник дальневосточный (2)
- Lucanus maculifemoratus dybowskyi — Жук-олень Дыбовского (3)
- Callipogon relictus — Дровосек реликтовый (1)
- Neocerambyx raddei — Дровосек Радде (3)
- Bombus unicus — Шмель редчайший (2)
- Bombus sporadicus — Шмель случайный (3)
- Gynaephora rossii relictus — Волнянка северная (4)
- Zaranga tukuringra — Хохлатка тукурингрская (3)
- Ptygmatophora staudingeri — Пяденица-птигматофора Штаудингера (3)
- Lemonia dumi — Шелкопряд ястребинковый (3)
- Saturnia pavonia — Павлиноглазка малая (3)
- Hyles costata — Бражник степной (3)
- Borearctia menetriesii — Медведица Менетрие (3)
- Sibirarctia kindermanni — Медведица Киндерманна (4)
- Carterocephalus dieckmanni — Толстоголовка Дикманна (3)
- Parnassius felderi — Аполлон Фельдера (3)
- Oeneis ammosovi — Энеис Аммосова (3)

- Acipenser schrenckii — Амурский осетр (1) (зейско-буреинская популяция)
- Huso dauricus — Калуга (1) (зейско-буреинская популяция)
- Oncorhynchus keta — Кета (2)
- Elopichthys bambusa — Желтощёк (3)
- Megalobrama terminalis — Чёрный амурский лещ (2)
- Mylopharyngodon piceus — Чёрный амур (1)
- Silurus soldatovi — Сом Солдатова (2)
- Siniperca chuatsi — Окунь-ауха (3)

- Pelodiscus sinensis — Дальневосточная черепаха (2)
- Amphiesma vibakari — Японский уж (3)
- Elaphe schrenckii — Амурский полоз (3)
- Vipera sachalinensis — Сахалинская гадюка (3)

- Gavia adamsii — Белоклювая гагара (1)
- Gavia arctica — Чернозобая гагара (2)
- Gavia stellata — Краснозобая гагара (1)
- Podiceps auritus — Красношейная поганка (2)
- Botaurus stellaris — Большая выпь (3)
- Ixobrychus eurhythmus — Амурский волчок (2)
- Butorides striatus — Зеленая кваква (3)
- Bubulcus ibis — Египетская цапля (3)
- Casmerodius albus — Большая белая цапля (3)
- Ardea purpurea — Рыжая цапля (3)
- Platalea leucorodia — Колпица (2)
- Nipponia nippon — Красноногий ибис (0)
- Ciconia boyciana — Дальневосточный аист (1)
- Ciconia nigra — Черный аист (3)
- Branta bernicla nigricans — Тихоокеанская чёрная казарка (1)
- Rufibrenta ruficollis — Краснозобая казарка (1)
- Anser anser — Серый гусь (2)
- Anser caerulescens — Белый гусь (3)
- Anser cygnoides — Сухонос (1)
- Anser erythropus — Пискулька (2)
- Cygnus bewickii — Малый лебедь (3)
- Cygnus cygnus — Лебедь-кликун (3)
- Tadorna ferruginea — Огарь (3)
- Sibirionetta formosa — Клоктун (5)
- Mareca falcata — Касатка (2)
- Anas poecilorhyncha — Чёрная кряква (3)
- Mareca strepera — Серая утка (2)
- Aix galericulata — Мандаринка (5)
- Aythya baeri — Нырок Бэра, или Чернеть Бэра (1)
- Aythya ferina — Красноголовый нырок (3)
- Mergus squamatus — Чешуйчатый крохаль (0)
- Pandion haliaetus — Скопа (3)
- Accipiter gularis — Малый перепелятник (2)
- Buteo hemilasius — Мохноногий курганник (3)
- Butastur indicus — Ястребиный сарыч (3)
- Aquila rapax — Степной орел (3)
- Aquila clanga — Большой подорлик (2)
- Aquila heliaca — Могильник (3)
- Aquila chrysaetos — Беркут (2)
- Heliaeetus albicilla — Орлан-белохвост (3)
- Heliaeetus pelagicus — Белоплечий орлан (3)
- Aegypius monachus — Черный гриф (3)
- Falco columbarius — Дербник (3)
- Falco peregrinus — Сапсан (3)
- Falco rusticolus — Кречет (2)
- Falcipennis falcipennis — Дикуша (2)
- Perdix dauurica suschkini — Маньчжурская бородатая куропатка (1)
- Grus grus — Серый журавль (2)
- Grus japonensis — Японский журавль, или Уссурийский журавль (1)
- Grus leucogeranus — Стерх (1) (якутская популяция)
- Grus monacha — Черный журавль (3)
- Grus vipio — Даурский журавль (1)
- Anthropoides virgo — Красавка (3)
- Porzana exquisita — Белокрылый погоныш (3)
- Gallicrex cinerea — Рогатая камышница (4)
- Fulica atra — Лысуха (1)
- Otis tarda dybowskii — Дрофа (1) (восточно-сибирский подвид)
- Turnix tanki — Пятнистая трёхпёрстка (3)
- Charadrius placidus — Уссурийский зуек (1)
- Charadrius mongolus — Монгольский зуек (3)
- Himantopus himantopus — Ходулочник (3)
- Recurvirostra avosetta — Шилоклювка (3)
- Haematopus ostralegus osculans — Кулик-сорока (1) (дальневосточный подвид)
- Gallinago megala — Лесной дупель (3)
- Gallinago solitaria japonica — Горный дупель (3)
- Numenius madagascariensis — Дальневосточный кроншнеп (2)
- Numenius minutus — Кроншнеп-малютка (3)
- Limnodromus semipalmatus — Азиатский бекасовидный веретенник (2)
- Tringa totanus — Травник (3)
- Chlidonias hybridus javanicus — Белощекая крачка (4)
- Sterna albifrons — Малая крачка (2)
- Columba rupestris — Скалистый голубь (3)
- Bubo bubo — Филин (3)
- Ketupa blakistoni — Рыбный филин (1)
- Ninox scutulata — Иглоногая сова (3)
- Eremophila alpestris — Рогатый жаворонок (3)
- Anthus menzbieri — Конёк Мензбира (1)
- Dendronanthus indicus — Древесная трясогузка (2)
- Lanius borealis — Северный сорокопут (3)
- Bombycilla japonica — Амурский свиристель (3)
- Prunella collaris — Альпийская завирушка (3)
- Locustella tacsanowskia — Сибирская пестрогрудка (4)
- Acrocephalus tangorum — Маньчжурская камышевка (4)
- Eophona migratoria — Малый черноголовый дубонос (2)
- Emberiza aureola — Дубровник (2)
- Ocyris chrysophrys — Желтобровая овсянка (3)
- Emberiza rustica — Овсянка-ремез (2)
- Emberiza schoeniclus — Камышовая овсянка (3)
- Schoeniclus yessoensis — Рыжешейная овсянка (4)
- Remiz consobrinus — Китайский ремез (3)

- Erinaceus amurensis — Ёж амурский (3)
- Sorex gracillimus — Бурозубка тонконосая (3)
- Sorex unguiculatus — Бурозубка когтистая (3)
- Crocidura lasiura — Белозубка большая (3)
- Neomys fodiens — Кутора обыкновенная (3)
- Myotis ikonnikovi — Ночница Иконникова (3)
- Myotis sibiricus — Ночница сибирская (3)
- Vespertilio murinus — Кожан двухцветный (3)
- Murina leucogaster — Трубконос сибирский (3)
- Marmota camtschatica doppelmayeri — Прибайкальский черношапочный сурок (3)
- Lemmus amurensis — Лемминг амурский (3)
- Alticola lemminus — Полёвка лемминговая (3)
- Sicista caudata — Длиннохвостая мышовка (3)
- Cuon alpinus — Красный волк (0)
- Ursus thibetanus — Медведь белогрудый (3)
- Martes flavigula — Харза (3)
- Mustela altaica raddei — Солонгой забайкальский (2)
- Mustela eversmanni amurensis — Амурский степной хорь (4)
- Panthera tigris altaica — Амурский тигр (3)
- Prionailurus bengalensis euptilurus — Амурский лесной кот (3)
- Ovis nivicola alleni — Снежный баран, или Охотский толсторог (3)

### Растения и грибы
- Caldesia parnassifolia — Кальдезия белозоролистная (1)
- Allium altaicum — Лук алтайский (1)
- Allium monanthum — Лук одноцветковый (3)
- Angelica anomala — Дудник необычный (3)
- Osmorhiza aristata — Хвостосемянница остистая (4)
- Phlojodicarpus sibiricus — Вздутоплодник сибирский (1)
- Sanicula rubriflora — Подлесник красноцветковый (3)
- Arisaema amurense — Однопокровница амурская, или Аризема амурская (2)
- Eleutherococcus senticocus — Свободноягодник колючий (2)
- Asparagus davuricus — Спаржа даурская (3)
- Artemisia furcata — Полынь вильчатая (3)
- Artemisia glomerata — Полынь скученная (3)
- Artemisia palustris — Полынь болотная (1)
- Echinops dissectus — Мордовник рассеченный (3)
- Erigeron eriocephalus — Мелколепестник пушистоголовый (3)
- Paraixeris serotina — Параиксерис поздний (3)
- Saussurea pseudoangustifolia — Соссюрея ложноузколистная (4)
- Saussurea schanginiana — Соссюрея Шангина (3)
- Scorzonera austriaca — Козелец австрийский (3)
- Serratula centauroides — Серпуха васильковая (2)
- Taraxacum lineare — Одуванчик линейнолистный (1)
- Lithospermum erythrorhizon — Воробейник краснокорневой (3)
- Caulophyllum robustum — Стеблелист мощный (3)
- Eutrema edwardsii — Эвтрема Эдвардса (3)
- Smelowskia alba — Смеловския белая (3)
- Stevenia cheiranthoides — Стевения левкойная (3)
- Brasenia schreberi — Бразения Шребера (1)
- Astrocodon expansus — Астрокодон распростёртый (3)
- Asyneuma japonicum — Азинеума японская (4)
- Codonopsis pilosula — Колокольник мелковолосистый (3)
- Platycodon grandiflorus — Ширококолокольчик крупноцветковый (2)
- Eremogone capillaris — Пустынница волосовидная (3)
- Gastrolychnis apetala — Гастролихнис безлепестный (3)
- Gastrolychnis saxatilis — Гастролихнис скальный (3)
- Gypsophila pacifica — Качим тихоокеанский (2)
- Lychnis ajanensis — Зорька аянская (3)
- Lychnis fulgens — Зорька сверкающая (3)
- Minuartia stricta — Минуарция прямостоячая (4)
- Stellaria dichotoma — Звездчатка вильчатая (3)
- Stellaria crassifolia — Звездчатка толстолистная (4)
- Euonymus macroptera — Бересклет большекрылый (3)
- Chloranthus japonicus — Хлорант японский (3)
- Murdannia keisak — Мурданния кейзак (3)
- Disporum smilacinum — Диспорум смилациновый (3)
- Polygonatum involucratum — Купена обертковая (3)
- Polygonatum stenophyllum — Купена узколистная (3)
- Smilacina hirta — Смилацина волосистая (3)
- Rhodiola rosea — Родиола розовая (2)
- Tillaea aquatica — Тиллея водяная (4)
- Schizopepon bryoniifolius — Схизопепон бриониелистный (3)
- Carex bostrychostigma — Осока курчаворыльцевая (2)
- Carex conspissata — Осока уплотненная (3)
- Carex dahurica — Осока даурская (3)
- Carex laxa — Осока рыхлая (3)
- Carex nikolskensis — Осока Никольского (3)
- Carex xiphium — Осока мечевидная (3)
- Carex uda — Осока мочажинная (3)
- Eleocharis starczenkoae — Болотница Старченко (1)
- Scirpus hotarui — Камыш Отары (2)
- Scirpus komarovii — Камыш Комарова (3)
- Scirpus lineolatus — Камыш линейчатый (3)
- Scirpus triqueter — Камыш трехгранный (2)
- Dioscorea nipponica — Диоскорея ниппонская (3)
- Aldrovanda vesiculosa — Альдрованда пузырчатая (2)
- Rhododendron adamsii — Рододендрон Адамса (3)
- Eriocaulon chinorossicum — Шерстестебельник китайско-русский (3)
- Astragalus chinensis — Астрагал китайский (2)
- Caragana manshurica — Карагана маньчжурская (3)
- Gueldenstaedtia verna — Гюльденштедтия весенняя (3)
- Lespedeza davurica — Леспедеца даурская (2)
- Trifolium eximium — Клевер отменный (3)
- Maackia amurensis — Маакия амурская (2)
- Oxytropis caespitosa — Остролодочник дерновинный (2)
- Oxytropis muricata — Остролодочник мягкоигольчатый (2)
- Thermopsis lanceolata — Термопсис ланцетный (2)
- Adlumia asiatica — Адлумия азиатская (2)
- Corydalis arctica — Хохлатка арктическая (3)
- Dicentra peregrina — Дицентра иноземная (3)
- Gentiana pseudoaquatica — Горечавка ложноводяная (2)
- Crawfurdia volubilis — Кравфурдия вьющаяся (3)
- Swertia veratroides — Сверция чемерицевая (3)
- Grossularia burejensis — Крыжовник буреинский (2)
- Ribes diacantha — Смородина двуиглистая (3)
- Deutzia parviflora — Дейция мелкоцветковая (3)
- Philadelphus tenuifolius — Чубушник тонколистный (3)
- Ottelia alismoides — Оттелия частуховидная (1)
- Iris ensata — Касатик мечевидный (3)
- Iris humilis — Касатик низкий (2)
- Iris laevigata — Касатик гладкий (2)
- Pardanthopsis dichotoma — Пардантопсис вильчатый (3)
- Juglans mandshurica — Орех маньчжурский (2)
- Juncus woroschilovii — Ситник Ворошилова (3)
- Dysophylla yatabeana — Дизофилла Ятабе (3)
- Scutellaria baicalensis — Шлемник байкальский (3)
- Gagea hiensis — Гусиный лук гиенский (3)
- Lilium buschianum — Лилия Буша (2)
- Lilium distichum — Лилия двурядная (2)
- Lilium pumilum — Лилия низкая (2)
- Lloydia triflora — Ллойдия трехцветковая (2)
- Veratrum anticleoides — Ацелидант антиклейный (3)
- Caulinia flexilis — Каулиния гибкая (3)
- Caulinia tenuissima — Каулиния тончайшая (3)
- Nelumbo nucifera — Лотос орехоносный (2)
- Nuphar pumila — Кубышка малая (2)
- Fraxinus mandshurica — Ясень маньчжурский (2)
- Calypso bulbosa — Калипсо луковичная (3)
- Corallorhiza trifida — Ладьян трехнадрезный (3)
- Cypripedium calceolus — Венерин башмачок настоящий (2)
- Cypripedium guttatum — Венерин башмачок пятнистый (3)
- Cypripedium macranthon — Венерин башмачок крупноцветковый (2)
- Cypripedium ventricosum — Венерин башмачок вздутый (2)
- Dactylorhiza salina — Пальчатокоренник солончаковый (2)
- Epipactis thunbergii — Дремлик Тунберга (2)
- Epipogium aphyllum — Надбородник безлистный (2)
- Hammarbya paludosa — Хаммарбия болотная (3)
- Liparis japonica — Глянцелистник японский (3)
- Liparis kumokuri — Глянцелистник Кумокири (3)
- Liparis makinoana — Глянцелистник Макино (2)
- Listera pinetorum — Тайник сосновый (3)
- Malaxis monophyllos — Мякотница однолистная (3)
- Neottia papilligera — Гнездовка сосочконосная (3)
- Neottianthe cucullata — Гнездоцветка клобучковая (3)
- Oreorchis patens — Горноятрышник раскидистый (2)
- Pogonia japonica — Бородатка японская (3)
- Ponerorchis pauciflora — Понерорхис малоцветковый (2)
- Paeonia lactiflora — Пион молочноцветковый (2)
- Paeonia obovata — Пион обратнояйцевидный (3)
- Hylomecon vernalis — Лесной мак весенний (3)
- Papaver nivale — Мак снежный (3)
- Papaver rubro-aurantiacum — Мак красно-оранжевый (3)
- Agropyron cristatum — Житняк гребенчатый (3)
- Achnatherum sibiricum — Чий сибирский (3)
- Cleistogenes squarrosa — Змеевка растопыренная (3)
- Elymus jacutensis — Пырейник якутский (3)
- Elymus zejensis — Пырейник зейский (1)
- Glyceria leptolepis — Манник тонкочешуйный (2)
- Glyceria leptorhiza — Манник тонкокорневищный (3)
- Hystrix komarovii — Шероховатка Комарова (3)
- Hystrix sibirica — Шероховатка сибирская (3)
- Miscanthus sacchariflorus — Веероцветник сахароцветный (3)
- Neomolinia mandshurica — Новомолиния маньчжурская (3)
- Stipa baicalensis — Ковыль байкальский (3)
- Phryma asiatica — Фрима азиатская (3)
- Monochoria korsakowii — Монохория Корсакова (1)
- Potamogeton lucens — Рдест блестящий (3)
- Androsace umbellata — Проломник зонтичный (3)
- Cortusa amurensis — Кортуза амурская (2)
- Primula nutans — Первоцвет поникающий (2)
- Adonis amurensis — Адонис амурский (3)
- Adonis sibirica — Адонис сибирский (2)
- Anemone sylvestris — Ветреница лесная (3)
- Anemonoides amurensis — Ветровочник амурский (3)
- Anemonoides raddeana — Ветровочник Радде (3)
- Aquilegia kamelinii — Водосбор Камелина (3)
- Aquilegia viridiflora — Водосбор зеленоцветковый (3)
- Atragene macropetala — Княжик крупнолепестковый (3)
- Beckwithia chamissonis — Беквития Шамиссо (3)
- Callianthemum isopyroides — Красивоцветник равноплодниковый (3)
- Clematis brevicaudata — Ломонос короткохвостый (2)
- Delphinium cheilanthum — Живокость губоцветковая (3)
- Delphinium grandiflorum — Живокость крупноцветковая (3)
- Delphinium korshinskyanum — Живокость Коржинского (2)
- Enemion raddeanum — Энемион Радде (3)
- Paraquilegia microphylla — Лжеводосбор мелколистный (3)
- Pulsatilla chinensis — Прострел китайский (4)
- Pulsatilla turczaninovii — Прострел Турчанинова (3)
- Ranunculus amurensis — Лютик амурский (3)
- Shibateranthis stellata — Весенник звёздчатый (3)
- Thalictrum foetidum — Василистник вонючий (4)
- Thalictrum squarrosum — Василистник раскидистый (2)
- Trautvetteria japonica — Траутфеттерия японская (2)
- Dryas grandis — Дриада большая (3)
- Potentilla biflora — Лапчатка двуцветковая (3)
- Potentilla leucophylla — Лапчатка белолистная (3)
- Potentilla verticillaris — Лапчатка мутовчатая (2)
- Pyrus ussuriensis — Груша уссурийская (3)
- Rosa koreana — Шиповник корейский (3)
- Galium paradoxum — Подмаренник удивительный (3)
- Phellodendron amurense — Бархат амурский (2)
- Salix integra — Ива цельная (3)
- Salix nummularia — Ива монетовидная (3)
- Salix reticulata — Ива сетчатая (3)
- Astilbe chinensis — Астильба китайская (2)
- Saxifraga brachypetala — Камнеломка коротколепестковая (2)
- Saxifraga korshinskii — Камнеломка Коржинского (1)
- Saxifraga melaleuca — Камнеломка чёрно-белая (3)
- Saxifraga selemdzhensis — Камнеломка селемджинская (3)
- Saxifraga staminosa — Камнеломка тычинковая (3)
- Saxifraga svetlanae — Камнеломка Светланы (3)
- Chrysosplenium pseudofauriei — Селезеночник псевдо-Фори (1)
- Schisandra chinensis — Лимонник китайский (2)
- Pedicularis karoi — Мытник Каро (3)
- Pedicularis striata — Мытник полосатый (3)
- Scrophularia amgunensis — Норичник амгунский (2)
- Physochlaina physaloides — Пузырница физалисовая (1)
- Solanum kitagawae — Паслён Китагавы (3)
- Diarthron linifolium — Двучленник льнолистный (3)
- Stellera chamaejasme — Стеллера карликовая (3)
- Tilia amurensis — Липа амурская (2)
- Tilia mandshurica — Липа маньчжурская (3)
- Tilia taquetii — Липа Таке (4)
- Trapa natans — Рогульник плавающий, или Водяной орех (2)
- Trapella sinensis — Трапелла китайская (3)
- Valeriana ajanensis — Валериана аянская (3)
- Viola incisa — Фиалка надрезная (2)
- Viola ircutiana — Фиалка иркутская (1)
- Viola muehldorfii — Фиалка Мюльдорфа (3)
- Viola pacifica — Фиалка тихоокеанская (2)
- Viola phalacrocarpa — Фиалка лысоплодная (2)
- Vitis amurensis — Виноград амурский (2)

- Ephedra monosperma — Хвойник односемянный (1)
- Pinus koraiensis — Сосна корейская (2)
- Pinus sibirica — Сосна сибирская (2)

- Asplenium ruta-muraria — Костенец постенный (2)
- Asplenium incisum — Костенец вырезной (2)
- Rhizomatopteris sudetica — Корневищник судетский (2)
- Cryptogramma raddeana — Скрытокучница Радде (1)
- Cryptogramma stelleri — Скрытокучница Стеллера (3)
- Dryopteris goeringiana — Щитовник Геринга (2)
- Dryopteris sichotensis — Щитовник сихотэ-алинский (2)
- Polystichum braunii — Многорядник Брауна (3)
- Polystichum craspedosorum — Многорядник укореняющийся (1)
- Ophioglossum nipponicum — Ужовник японский (4)
- Aleuritopteris argentea — Алевритоптерис серебристый (3)
- Aleuritopteris kuhnii — Алевритоптерис Куна (1)
- Woodsia polystichoides — Вудсия многорядниковая (2)
- Protowoodsia manchuriensis — Протовудсия маньчжурская (1)

- Selaginella helvetica — Плаунок швейцарский (3)
- Selaginella rossii — Плаунок Росса (2)
- Selaginella tamariscina — Плаунок тамариксовый (3)

- Coccocarpia erythroxili — Коккокарпия краснодревесная (3)
- Coccocarpia palmicola — Коккокарпия пальмовая (3)
- Leptogium hildenbrandii — Лептогиум Гильденбранда (3)
- Lobaria pulmonaria — Лобария легочная (2)
- Lobaria retigera — Лобария сетчатая (3)
- Menegazzia terebrata — Менегацция пробуравленная (2)
- Punctelia rudecta — Пунктелия сухая (3)
- Melanohalea subolivacea — Меланохалея оливковатая (3)
- Pyxine sorediata — Пиксине соредиозная (2)
- Psilolechia lucida — Псилолехия светлая (3)

- Auricularia polytricha — Аурикулярия волосистая чернеющая (3)
- Tremella foliacea — Тремелла листоватая (3)
- Auriscalpium vulgare — Аурискальпиум обыкновенный (3)
- Ganoderma lucidum — Трутовик лакированный (2)
- Hericium cirrhatum — Ежовик усиковый (3)
- Hericium erinaceus — Ежовик гребенчатый (2)
- Gomphus clavatus — Гомфус булавовидный, или Свиное ухо (3)
- Grifola frondosa — Грифола курчавая, или Гриб-баран (3)
- Clavariadelphus pistillaris — Клавариадельфус пестиковый (3)
- Clavariadelphus truncatus — Клавариадельфус усеченный (3)
- Cryptoporus volvatus — Криптопорус вольвоносный (3)
- Polyporus umbellatus — Трутовик зонтичный (3)
- Sparassis crispa — Грибная капуста, или Спарассис широкопластинковый (3)
- Climacodon septentrionalis — Климакодон северный (3)
- Fomitopsis officinalis — Лиственничная губка, или Фомитопсис лекарственный (2)
- Pycnoporellus alboluteus — Пикнопореллус бело-жёлтый (3)
- Piptoporus quercinus — Пиптопорус дубовый (2)
- Leccinum chromapes — Обабок окрашенноножковый (3)
- Suillus rubinus — Масленок рубиновый (4)
- Pleurotus dryinus — Вешенка дубовая (3)
- Volvariella surrecta — Вольвариелла приподнимающаяся (4)
- Volvariella volvacea — Вольвариелла вольвовая (3)
- Hohenbuehelia serotina — Липовик, или Ольховик (3)
- Tricholoma sciodes — Рядовка вонючая (4)
- Geastrum fimbriatum — Земляная звезда бахромчатая (3)
- Phallus impudicus — Весёлка обыкновенная (3)